# Schenkeldijk (Zuid-Beijerland)
Schenkeldijk is een buurtschap in de gemeente Hoeksche Waard in de Nederlandse provincie Zuid-Holland. Het ligt in het zuiden van de gemeente ongeveer 1 kilometer ten zuidoosten van Zuid-Beijerland.